# Hamzalı, Orhangazi
Hamzalı là một xã thuộc huyện Orhangazi, tỉnh Bursa, Thổ Nhĩ Kỳ. Dân số thời điểm năm 2011 là 108 người.